# Кубок Сан-Марино з футболу 2025—2026
Кубок Сан-Марино з футболу 2025—2026 — 66-й розіграш кубкового футбольного турніру в Сан-Марино. Титул захищає Віртус.

## Календар
| Раунд        | Дата            | Матчі | Клуби  |
| ------------ | --------------- | ----- | ------ |
| Перший раунд | 24 вересня 2025 | 14    | 15 → 8 |
| 1/4 фіналу   |                 | 8     | 8 → 4  |
| 1/2 фіналу   |                 | 4     | 4 → 2  |
| Фінал        |                 | 1     | 2 → 1  |

## Перший раунд
Раунд пропускає Віртус як чинний переможець турніру.
| Команда 1                 | Заг. | Команда 2     | 1-й матч | 2-й матч |
| ------------------------- | ---- | ------------- | -------- | -------- |
| 24 вересня – жовтень 2025 |      |               |          |          |
| Фольгоре Фальчано         | :    | Ла Фіоріта    | :        | :        |
| Тре Пенне                 | :    | Доманьяно     | :        | :        |
| Тре Фйорі                 | :    | Пеннаросса    | :        | :        |
| Сан-Джованні              | :    | Космос        | :        | :        |
| Мурата                    | :    | Фаетано       | :        | :        |
| Фйорентіно                | :    | Ювенес-Догана | :        | :        |
| Кайлунго                  | :    | Лібертас      | :        | :        |